# شوتارو إيهاتا
شوتارو إيهاتا (باليابانية: 井畑 翔太郎) (مواليد 12 فبراير 1987)، هو لاعب كرة قدم ياباني سابق كان يلعب كمهاجم.

## وصلات خارجية
- شوتارو إيهاتا على موقع رابطة كرة القدم اليابانية للمحترفين (اليابانية)
- شوتارو إيهاتا على موقع قاعدة بيانات كرة القدم.إي يو (الإنجليزية)
- شوتارو إيهاتا على موقع Soccerway.com (الإنجليزية)